# Bayanzürkh, Khövsgöl
Bayanzürkh (tiếng Mông Cổ: Баянзүрх, "trái tim giàu có") là một sum của tỉnh Khövsgöl ở miền bắc Mông Cổ. Vào năm 2009, dân số của sum là 3.964 người.

## Lịch sử
Sum Bayanzürkh được thành lập cùng với toàn tỉnh Khövsgöl vào năm 1931. Năm 1933, phần lớn diện tích của sum bị tách ra, trở thành sum Ulaan-Uul. Cùng năm, Bayanzürkh có khoảng 1.100 cư dân trong 499 hộ gia đình và khoảng 49.000 đầu gia súc. Từ năm 1952 đến 1990, Bayanzürkh là trụ sở của negdel Soyol.

## Địa lý
Bayanzürkh có diện tích khoảng 4.300 km2, trong đó 2.600 km2 là đồng cỏ. Trung tâm sum, Altraga (tiếng Mông Cổ: Алтрага), nằm ở ngã ba sông Altraga và Beltes, gần sông Delgermörön, cách tỉnh lỵ Mörön 127 km về phía tây bắc và cách thủ đô Ulaanbaatar 798 km.

### Khí hậu
Khu vực này có khí hậu cận Bắc cực. Nhiệt độ trung bình hàng năm trong khu vực của -2 °C. Tháng ấm nhất là tháng 7, với nhiệt độ trung bình là 16 °C và lạnh nhất là tháng 12, với −22 °C.

## Kinh tế
Năm 2004, sum có khoảng 110.000 đầu gia súc, trong đó có 55.000 con cừu, 36.000 con dê, 13.000 bò nhà và bò yak, 6.000 con ngựa và 280 con lạc đà.